# Dragon Oath
Dragon Oath, Dragon Oath 2 ou D.O 2 é um game para computadores, em estilo MMORPG, desenvolvido totalmente em inglês pela empresa Chang You em 2007.
Baseado num dos mais populares contos de romance da mitologia chinesa, "Thiên Long Bát Bô", o jogo é formado por 10 classes de artes maciais detentoras de podores e magias, mas cada uma possui sua própria habilidade específica em um (ou mais) dos quatro elementos que as formam: Poison (Veneno), Fire (Fogo), Ice (Gelo), Thunder/Lightning (Trovão ou Relâmpago), sendo geralmente um como "elemento principal" e um outro como "subelemento". São elas: Voodoo (Vodoo), Shaolin, Pyromancer, Beggars Alliance, Minstrel, Lotus, Royalt, Taoist e Assassin, além de uma recém criada classe, a Mu Rong.
O principal objetivo do jogo é subir de nível (upando ou upar), utilizando os poderes de sua classe, realizando missões e inúmeros eventos sozinho ou em grupos, além de guerrear com outros jogadores, fortalecendo o próprio personagem e tornando-se o mais forte guerreiro da Dinastia Sung ou  Song. O nível máximo do jogo é 119.

## Enredo
Dragon Oath é ambientado na China Antiga durante a época da Dinastia Sung entre os anos de 960 e 1279. A história principal do jogo é baseada na mitologia das oito raças de divindades não-humanas descritas na cosmologia budista. De acordo com o Budismo, esses semi-deuses estão em um plano de existência superior ao dos mortais e ligados obrigatoriamente ao "Samsara" (ciclo da reencarnação).
Enquanto os semi-deuses em si não são o foco principal do jogo, os personagens principais da história, ou seja, as dez classes que a compõem, são modeladas através dessas raças divinas e exibem muitas das suas qualidades. Mesmo assim, nenhuma dessas classes possui o poder da reencarnação.
O jogo gira em torno de uma saga elaborada de relações complexas, problemáticas entre os vários reinos e seitas durante Dinastia Song do Norte da China. Os impérios rivais envolvidos na história são os de Song, Liao, Dali, Xia Ocidental, e Tubo, que disputavam entre si o domínio da região chinesa.
Como resultado, luta e conflito abundam, e logo os jogadores se encontram rapidamente puxados para as brigas que envolvem o jogo. Para sobreviver, eles devem alinhar-se com uma das classe de artes marciais, que promove o desenvolvimento de competências e habilidades excepcionalmente poderosas que definem o jogador como uma verdadeira força a ser reconhecida.

## Personagens
O jogador deve escolher apenas uma das classes disponíveis para jogar através de seu personagem no game ("character" ou mais comumente chamado de char), que pode ser do sexo masculino ou feminino.
Não há tipos específicos de personagens para cada um dos dois sexos, eles representam apenas seres humanos comuns, no caso, habitantes da China, que disputam entre si para se tornar o melhor lutador e guerreiro da Dinastia.

## Cities
O eixo do jogo está em suas 4 principais cidades ("City" ou "Cities"): Dali, Luo Yang, Su Zhou e Kroraina (para acessá-la é necessário atingir o nível 75). Dali é o ponto inicial do jogo, onde cada jogador começa. Luo Yang é a cidade onde os jogadores podem lutar entre si e em grupo no Luo Yang Challenge, uma espécie de arena. Su Zhou é onde o comércio e as trocas entre os jogadores ocorrem. Nessa cidade os jogadores ficam em "Peddle", em forma de uma mini-loja. Entretanto, também é possível o Peddle na Luo Yang. Kroraina é o lugar mais destinado aos high levels (jogadores que possuem o nível alto), que leva à mapas propícios para guerras e onde esses jogadores costumam treinar ("train", ou seja, upar de nível). Em cada cidade há eventos e missões que podem ser realizados pelos jogadores para evoluir no jogo, além de portais, capazes de teletransportar players para outros mapas.
Na realidade, todas esses lugares existem e fazem parte da República Popular da China.

## Classes
As dez classes que compõe o jogo se distinguem em termos de competências, habilidades, aparências, número de animais disponíveis (mount ou montaria), molduras, roupas (fashions), sistema de combate e quase todas elas possuem características e poderes próprios das raças de semi-deuses budistas, com exceção da Minstrel e a Mu Rong, que foram as duas únicas classes fictícias adaptadas para o game.
As classes são subdivididas em 2 grupos, de acordo com a sua forma de ataque: as de Physical Melee Attack (Ataque de Luta Física) e as de Long-Range Attack (Ataque à Longa Distânca).
As primeiras possuem um tipo de ataque à curta distância, ou seja, atacam sempre de perto, lutando corpo a corpo com as outras classes e por isso, são especializadas no ataque físico (Physical attack ou Phy. Attack). Já as de Ataque a Longa Distância podem atacar utilizando poderes místicos e são especializadas no ataque espiritual (Spirit attack ou Spi. Attack). 
Cada classe tem uma forma específica de atacar, quando não estão utilizando seus poderes, que é chamada de "Single Attack", "ataque simples" ou hit.

### Voodo
É a classe que possui a maior vida (HP ou Health Portion") entre as de Long-Range. Seu único e principal elemento é o Poison. Suas habilidades possuem efeitos múltiplos diferentes e são capazes de envenenar, ou seja, lançar seu veneno sobre quem o ataca, usando apenas seu single attack para isso, além de conseguir reviver a si próprio. Podem restaurar sua mana (MP ou "Mana Portion") sacrificando parte de seu HP.

### Shaolin
É uma classe de Physical Attack e a que a possui o maior HP e a maior defesa entre todas as outras dez. Entretanto, é a que possui a menor precisão de ataque. Seus mestres são verdadeiros monges. Seu elemento principal é Thunder. Tem como rival a classe Royalt.

### Pyromancer
Classe que possui o maior Physical Attack do que todas as outras e portanto, ataca de perto. Seu elemento é o Fire e teem pouca defesa contra a mágica das classes que usam o Spi. Attack. Seu ataque deixa os inimigos em chamas. Assim como os voodoos, também contam com o dom de reviver a si mesmo. Podem se curar contra o Poison, o que se torna bastante eficaz quando está em combate contra Voodoo ou Beggars Alliance. Sua principal rival é a classe Minstrel.

### Beggars Alliance
Também é uma classe de curto ataque, bem balanceada e boa em Phy. Attack. Possui a maior precisão entre as outras classes. Seu elemento principal é o Poison e o Fire, o seu subelemento. Dessa forma, assim como os Vooodos, seu ataque causa danos constantes.

### Minstrel
É uma classe de Spirit e de Long-Rage attack e foi a penúltima classe a surgir no jogo. É bastante balanceada e altamente poderosa em armadilhas, chamadas de traps. Seu elemento principal é o Fire e seu subelemento é o Poison. Podem vencer 100% de suas batalhas contra as classes de curto ataque, além de possuir uma das maiores habilidades do jogo: uma skill com até 30% de capacidade de dobrar o seu "damage" (dano) sobre qualquer inimigo durante um período de 20 segundos.

### Lotus
Uma classe protetora e bem balanceada que utiliza Spirit Attack e é do tipo Long-Range. Conta com poucas skills de dano, que são muito eficazes, mas várias de cura (heal), que é a sua grande especialidade, sendo a única classe capaz de curar e reviver outras e portanto, a que possui mais mana entre as demais. Abusando dessa habilidade, pode facilmente derrotar um inimigo. Seu principal elemento é o Ice e seu subelemento é o Thunder.

### Royalt
Uma das classes mais perigosas do tipo Long-Range, pois é a única especializada em ambos os tipos de ataque (Spirit e Physical) e em todos os quatro elementos (Ice, Fire, Thunder e Poison) e por isso consegue dominá-los facilmente, sendo muito resistente.  Possui alta quantidade de vida e quase todas as suas skills conseguem dano direto. Assim como a Minstrel, conta com uma enorme habilidade: reduzir em até quase 50% a mana de seu oponente, o que o torna altamente perigoso contra Taoist e Lotus.

### Taoist
Tem o maior Spirit Attack de todas as classes e, consequentemente, um hit altamente forte. No entanto, sua defesa é péssima, fazendo com que o personagem dessa classe perca HP mais facilmente que as outras. Sua maior habilidade é em skills de stun (imobilização do oponente) e seu elemento principal é o Thunder, mas utiliza o Ice como subelemento. Consegue usar sua mana para se proteger contra inimigos. Também é a classe com menor quantidade de HP e tem como rival a Royalt e Minstrel.

### Assassin
Classe traiçoeira e algoz que consegue através da invisibilidade, seu maior poder, enganar os inimigos enquanto o ataca e possui o mais poderoso dano crítico entre as demais classes. Seu único elemento é o Ice. Voodoo e Minstrel são os seus maiores inimigos, já que estes conseguem dificultar sua invisibilidade usando veneno e fogo.

### Mu Rong
Foi a última classe a ser criada, em 2012. Até então, apenas as outras nove faziam parte do jogo. Possui grandes habilidades, como stuns e traps e também boa quantidade de HP, tornando-se bem balanceada. O mais curioso é que esta é a única classe que utiliza Spirit Attack, mas ataca corpo a corpo, ou seja perto de seu oponente e por isso, não é do tipo Long-Range. É considerada como uma classe "meio termo", entre Taoist e Minstrel. Seu principal elemento é o Thunder.

## Servers
O jogo possui dois servidores ou servers: O Zion e o Nirvana.
O Zion foi o primeiro server do game, inaugurado logo após a sua criação. É um servidor PvP, ou seja, "Player versus Player", onde cada jogador pode luta contra outros em quase todos as áreas (mapas) do jogo. O Nirvana surgiu posteriormente e é um servidor PvE, que significa "Player versus Environment", onde o jogador luta geralmente contra o ambiente (no caso, as criaturas que estão nele), não sendo possível guerrear contra outros jogadores nos mapas do jogo. Dessa forma, as Arenas presentes em cidades como Luo Yang são os únicos lugares desse servidor que permitem challenges (duelo) entre os jogadores.
No Zion, com exceção das quatro principais cidades do jogo, todos os outros mapas são "áreas de PK (Player Killing)", isto é, lugares que permitem a luta entre os jogadores. Já no Nirvana, isso não ocorre, mas em alguns mapas do servidor o PvP é liberado. Apesar de possuirem modalidades de jogo diferentes (PvP e PvE), todos os mapas, eventos, missões e personagem são iguais para ambos os servidores.
Não é possível que os players joguem com um mesmo personagem em dois servers diferentes ao mesmo tempo. Contudo, ele pode utilizar uma mesma conta para possuir personagens em cada um dos dois servidores.

## Skills
As skills são as habilidades e poderes específicos presentes em cada uma das classes de artes marciais do game. Elas são liberadas quando o jogador "estuda" os livros sagrados de sua classe, que contém essas habilidades. A grande maioria é adquirida na própria classe ou em eventos,  as restantes, geralmente as mais raras e poderosas só estão à venda no Token Shop.

## Guild
Guild é a denominação em inglês para Guilda, que reúne os jogadores que são amigos entre si no jogo, formando uma espécie de "Clã". Cada guild possui o seu próprio chat, que permite a conversa entre seus membros e a sua "sede" ou city, que fica em algum dos mapas do jogo. Essa, funciona como uma casa, que se desenvolve aos poucos com o apoio de seus membros, desde o seu início no level 1, feita de madeira, até o seu nível máximo, o cinco. Nesse ponto, a cidade da Guild se torna diferenciada, assumindo a forma de um verdadeiro império.
O cargo máximo de uma guild denomina-se Leader (em português, "Líder"), que torna-se o dono dela e o responsável por administrá-la. Além do Leader, os demais cargos existentes numa guild são:
•Deputy: Em português, significa "Deputado(a)". Representa o braço direito do Líder da Guild, ou seja, um "sub líder". Tem o poder de aceitar ou rejeitar a entrada de qualquer membro na guild, ou até mesmo de expulsá-lo dessa. Também pode nomear outros membros. O Leader é o único que pode conceber esse cargo a alguém e apenas um jogador é capaz de exercê-lo, porém, quando a guild atinge o nível 5, dois jogadores podem torna-se um Deputy.
•Interior Officer: Em português, "Oficial Interior". Cinco jogadores podem assumir essa função, formando uma "cúpula". Depois do Deputy, é o cargo mais alto da guild. Conseguem nomear outros membros que estão abaixo de sua posição.
•Mission Officer ("Oficial de Missão", em português): Como o próprio nome diz, são geralmente aqueles que realizam as missões que desenvolvem a Guild.
•Public Officer ("Oficial Público"): Estão logo abaixo dos Missions e exercem basicamente a mesma função que eles.
• Elite Member ("Membro da Elite"): Apesar do nome, esse é um dos cargos mais simples e não possui nenhuma vantagem específica.
•Member: São os membros que compõem a guild e representam a maioria dos jogadores que estão nela.
•Trader Member: É um cargo específico que permite aos jogadores, Elite e normal members, realizar Trades, trocas comerciais entre as cidades que arrecadam "gold" (ouro - a moeda do jogo) e fundos para a guild. Já os demais cargos não necessitam desse título para fazê-la.
A União formada por até três guilds amigas constituem uma Alliance ou Aliança, que também possui o seu próprio chat. As guilds e as Alliances que se tornam rivais quase sempre são o pivô de muitas guerras que acontecem no jogo, o que torna muito dos jogadores inimigos fiéis.

### War
Uma guild pode a qualquer momento declarar guerra a uma outra. Quando isso acontece, diz-se que as guilds envolvidas estão em War e seus membros entram em conflito, recorrendo as guilds amigas da Alliance para ajudá-las.
Há ainda um mapa específico, como um campo de batalha, onde as guerras entre as guilds podem ocorrer, mas nesse caso a Alliance não pode interferir para ajudar. Por isso, a maioria das guilds escolhem áreas de "PK" livre para lutar.

## Token Shop
Como qualquer jogo MMORPG, Dragon Oath possui um tipo de moeda especial que se chama Token, mas que é paga. Para tê-la, o jogador deve investir seu próprio dinheiro no jogo (no caso, em reais).
Com ela, o jogador pode acessar o Token Shop, uma loja com uma variedade de itens pagos, como Gems (Gemas), Fashions, Equipments (Equipamentos), Pets (Animais que ajudam os chars), Mounts, acessórios e comprá-los. Esses itens fortalecem os personagens dos jogadores e os tornar cada vez mais fortes ao longo do jogo.

## Derivações
O Dragon Oath serviu de base para outros jogos, geralmente em versão vietnamita, chamados de servers privates (servidores privados). Isso porque essas versões oferecem uma maior variedade de itens grátis, que no D.O só podem ser comprados com Tokens. As duas principais versões derivadas do jogo são o TLBB TK e o Dragon Oath 3. Nesses dois tipos de jogos, o nível máximo também é o 119, mas apenas o Dragon Oath possuem a classe Mu Rong.

### TLBB TK
Seu nome oficial é Thiên Long Bát Bô Thìn Kiêm e é a versão viet mais famosa do Dragon Oath, contando com cinco servidores e inclusive com um update em inglês, devido a grande quantidade de players falantes dessa língua no jogo, mas não faz parte da Chang You. A principal diferença desse jogo está no KNB, uma espécie de "token grátis" que não existe no D.O, e o Diêm Tãng (DT), um token pago, porém muito mais barato.

### Dragon Oath 3
Foi criado em 2014 e representa uma segunda versão do Dragon Oath, totalmente reformulada, também em inglês e pertencente à Chang You. As características do jogo, que também possui um tipo de token grátis, são muito parecidas as do TLBB TK. Além disso, o jogo apresenta apenas 1 servidor.